# Sessinia livida
Sessinia livida är en skalbaggsart som först beskrevs av Fabricius 1775.  Sessinia livida ingår i släktet Sessinia och familjen blombaggar. Inga underarter finns listade i Catalogue of Life.